# Erik Bettermann

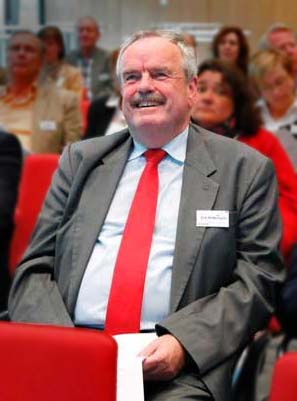
Erik Bettermann

Erik Bettermann (* 8. Mai 1944 in Lindenthal (Leipzig)) war Staatsrat (SPD) in Bremen und von 2001 bis 2013 Intendant der Deutschen Welle.

## Biografie
Bettermann studierte nach seinem Abitur in Köln an der Universität zu Köln und der Universität Bonn Philosophie, Pädagogik und Sozialpädagogik. Zudem besuchte er die Verwaltungs- und Wirtschaftsakademie in Köln.
Er war freier Mitarbeiter für Kölner Tageszeitungen und eine evangelische Kirchenzeitung. Nach Tätigkeiten im Deutschen Bundesjugendring und im internationalen Jugendaustausch ab 1982 war er Referent im Bundesministerium für Jugend, Familie und Gesundheit, danach Leiter des Büros eines Vizepräsidenten des Deutschen Bundestags. Von 1985 bis 1989 arbeitete er als Abteilungsleiter beim SPD-Parteivorstand, von 1989 bis 1991 als stellvertretender Bundesgeschäftsführer.
Von 1992 bis 2001 war er Staatsrat der Freien Hansestadt Bremen, davon von 1995 bis 2001 als Bevollmächtigter des Landes Bremen beim Bund sowie für den Bereich Europa und Entwicklungszusammenarbeit. Seit Oktober 2001 bis zum 30. September 2013 war er Intendant der Deutschen Welle. Zum Nachfolger wurde Peter Limbourg gewählt.
Weitere Mitgliedschaften
Bettermann ist Vorstandsmitglied der Vereinigung Gegen Vergessen – Für Demokratie, Mitglied des Kuratoriums der Heinz-Kühn-Stiftung, Präsident des Gustav-Stresemann-Instituts in Bonn. Er ist Vizepräsident der Gesellschaft für übernationale Zusammenarbeit (GÜZ), die sich vor allem für bessere Deutsch-französische Beziehungen einsetzt und dazu die Publikation Dokumente-Documents herausgibt. Er ist Mitglied der Friedrich-Ebert-Stiftung. 2014 wurde er zum Vorsitzenden des Kuratoriums der Deutschen Welthungerhilfe berufen.
Von 2008 bis 2014 war Bettermann Mitglied der deutsch-amerikanischen RIAS BERLIN Kommission.
Ehrungen
- Das Wartburg College in Iowa/USA verlieh ihm 2012 den Honorary Doctor of Laws and Literature.
- Komtur-Riiter des christlichen (ökumenischen) St. Lazarus-Ordens (2017)